# Tomasz Wałdoch
Tomasz Wojciech Wałdoch (Gdańsk, 1971. május 10. –) lengyel válogatott labdarúgó.

## Pályafutása

### Klubcsapatban
1988 és 1995 között a Górnik Zabrze csapatában játszott. 1996 és 2006 között Németországban szerepelt, ahol 1995 és 1999 között a Bochum, 1999 és 2006 között a Schalke 04 játékosa volt. Utóbbival német kupát, ligakupát és Intertotó-kupát nyert. 2007-ben a Jagiellonia Białystok színeiben fejezte be a pályafutását. 

### A válogatottban
1991 és 2002 között 74 alkalommal szerepelt a lengyel válogatottban és 2 gólt szerzett. Ezüstérmet szerzett az 1992. évi nyári olimpiai játékokon és részt vett a 2002-es világbajnokságon, ahol a váloagott csapatkapitánya volt. Dél-Korea és a Portugália ellen kezdőként, az Egyesült Államok elleni csoportmérkőzésen pedig csereként lépett pályára.

## Sikerei, díjai
Schalke 04
- Német bajnoki ezüstérmes (1): 2000–01
- Német kupagyőztes (2): 2000–01, 2001–02
- Német ligakupagyőztes (1): 2005
- Intertotó-kupa győztes (2): 2003, 2004

Lengyelország
- Olimpiai ezüstérmes (1): 1992

## Külső hivatkozások
- Tomasz Wałdoch adatlapja a National-Football-Teams.com oldalon (angolul)

- Tomasz Wałdoch (angol nyelven). FootballDatabase.eu
- Tomasz Wałdoch (angol nyelven). eu-football.info
- Tomasz Wałdoch (lengyel nyelven). 90minut.pl
- Tomasz Wałdoch (német nyelven). kicker.de
- Tomasz Wałdoch adatlapja a worldfootball.net oldalon (angolul)
- Tomasz Wałdoch profilja az Olympedia oldalán (angolul)